# Castlevania Puzzle: Encore of the Night
Castlevania Puzzle: Encore of the Night est un jeu vidéo de puzzle développé et édité par Konami, sorti en 2010 sur iOS et Windows Phone.

## Accueil
- Gamezebo : 5/5[1]
- IGN : 7,4/10[2]
- Pocket Gamer : 8/10[3]
- TouchArcade : 4,5/5[4]